# Zoilo Espejo
Zoilo Espejo y Culebra (Montilla, 1838-Madrid, 1904) fue un ingeniero, profesor y político español.

## Biografía
Nació en 1838 en la localidad cordobesa de Montilla. Ingeniero agrónomo, cursó los estudios de ingeniería agronómica en la Escuela de Madrid donde se graduó en 1863. Su vida profesional estuvo dedicada plenamente a la actividad docente en la Escuela General de Agricultura de la que fue catedrático numerario. Fue premiado en un concurso de la Real Academia de Ciencias Morales y Políticas. En 1892 fue nombrado profesor de Arboricultura y Selvicultura y en 1904 fue designado director de la Escuela. Fue autor de numerosas obras sobre agricultura, además de redactor-jefe de la Gaceta Agrícola del Ministerio de Fomento (1892). Usó seudónimos como «Josepe Z». Fue senador entre 1903 y 1904 por la Sociedad Económica de Madrid. Falleció el 21 de julio de 1904 en Madrid.

## Obras
- Alimentación animal y de los ganados en particular ;conferencia agrícola pronunciada en el Conservatorio de Artes y Oficios del Ministerio de Fomento, el día 3 de febrero de 1878. Madrid: Imp. Manuel G. Hernández, 1878.

- Cartilla de Agricultura filipina. Manila: Imp. de Ramirez y Giraudier, 1869. Reeditado en Manila: Imp. de Ramírez, 1870.

- Cartilla de agricultura. Madrid: Imp. de la Sociedad Tipográfica, 1870. Reeditado en Madrid: Imp. de la Sociedad Tipográfica, 1879.

- Conferencia agrícola pronunciada en el Paraninfo de la Universidad de Madrid, el día 14 de enero de 1877. Madrid: Imp. Manuel G. Hernández, 1870.

- Costumbres de derecho y economía rural consignadas en los contratos agrícolas usuales en las provincias de la península española, agrupadas según los antiguos reinos ;memoria que obtuvo el cuarto premio en el Primer concurso especial sobre derecho consuetudinario y economía popular ... Madrid: Imp. del Asilo de Huérfanos del Sagrado Corazón de Jesús, 1900.

- Cultivo del olivo ;plantas y animales que lo atacan y medios de perseguirlos. Madrid: Imprenta de los Hijos de M.G. Hernández, 1898.

- Discurso pronunciado por D. Zoilo Espejo al tomar posesión de la presidencia de la Asociación de Ingenieros Agrónomos, en Junta General celebrada el 14 de enero de 1877. Madrid: Imp. de J. Sol Torrens y Diego G. Navarro, 1877.

- El vinicultor licorista. Madrid: Tip. de Manuel Ginés Hernández, 1893.

- Insectos que atacan al olivo en el término de Montilla. Madrid: Imp. de José Sol Torrens, 1877.

- La electricidad y la agricultura. Madrid: Tip. de Manuel G. Hernández, 1892.

- La riqueza agrícola y pecuaria en España; monografía presentada por Zoilo Espejo al concurso abierto en 31 de enero de 1893, segundo de los que en honor del Excmo. Sr. D. Francisco de Borja Queipo de Llano y Gayoso, Conde de Toreno, fundó por descripción pública el Círculo Liberal Conservador bajo el Patronato de la Real Academia de Ciencias Morales y Políticas e impresa a expensas de esta corporación. Madrid: Imp. del Asilo de Huérfanos del Sagrado Corazón de Jesús, 1895.

- Principales causas provenientes del clima y suelo que se oponen al desarrollo de la agricultura española; conferencia agrícola pronunciada el domingo 24 de noviembre de 1878. Madrid: Imp. de Manuel G. Hernández, 1897.

- Proyecto de un plan de cultivos en la Florida. Madrid: Imp. de Manuel G. Hernández, 1877.

- Secretos de la Creación. Madrid: Imp. de los Hijos de M. G. Hernández, 1894.[5]

Sus obras digitalizadas están disponibles en la Biblioteca Digital Hispánica.